# Messier 74
Messier 74 (znana także jako M74, NGC 628 lub PGC 5974) – galaktyka spiralna w gwiazdozbiorze Ryb. W galaktyce znajdują się dwa dobrze widoczne ramiona spiralne. Niska jasność galaktyki powoduje, że jest to jeden z najtrudniejszych do obserwacji obiektów z katalogu Messiera dla astronomów amatorów, jednakże stosunkowo duża szerokość kątowa galaktyki oraz możliwość obserwacji całej tarczy galaktyki sprawia, że jest ona idealnym obiektem dla profesjonalistów do badania struktury ramion spiralnych. Galaktyka ta znajduje się niedaleko na północno-zachodni zachód od gwiazdy η Psc.

## Historia
M74 została odkryta przez Pierre’a Méchaina we wrześniu 1780 roku. Méchain wtedy powiadomił o swoim odkryciu Charles’a Messiera, który wpisał galaktykę do swojego katalogu.

## Supernowe

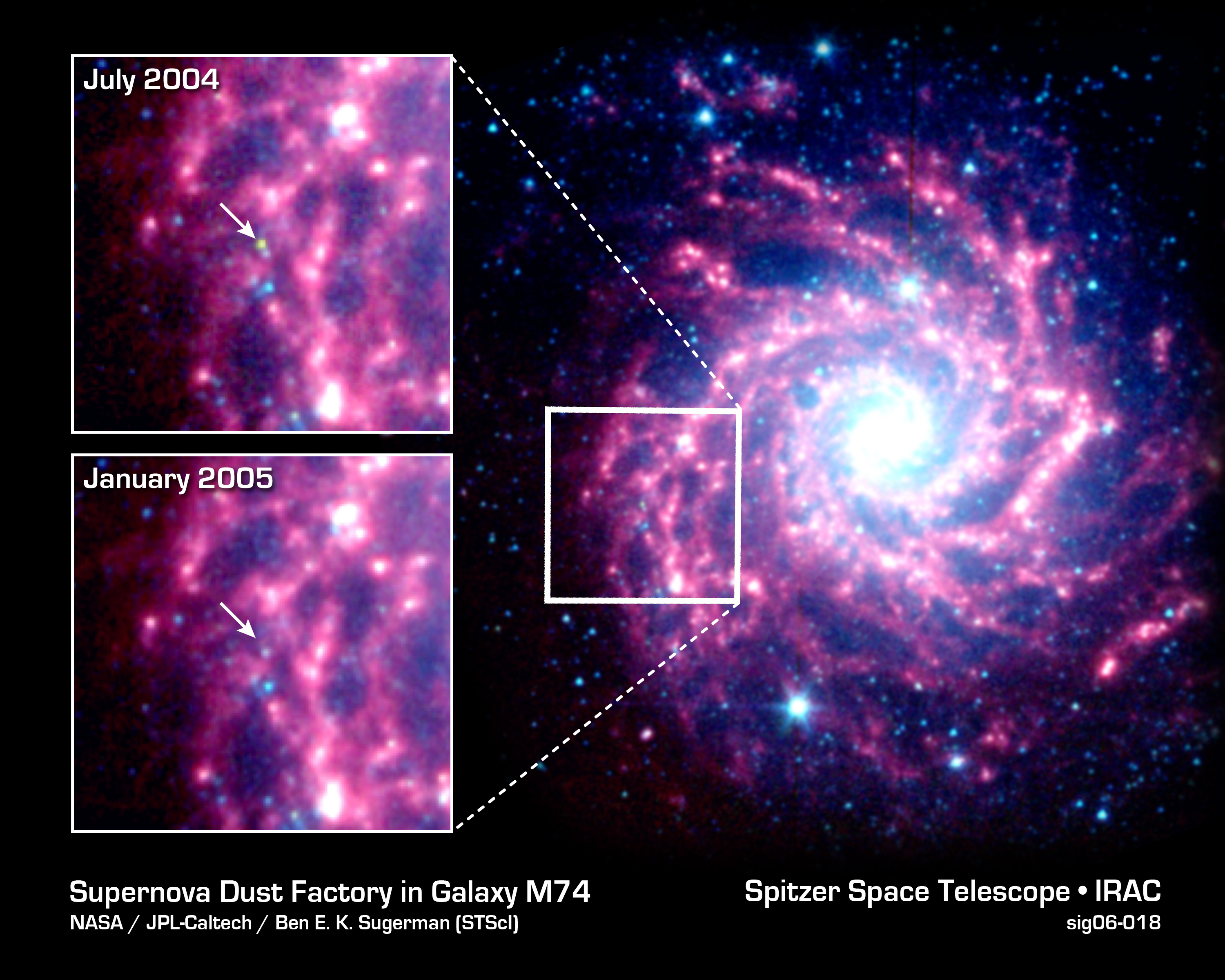
Zdjęcia M74 w podczerwieni wykonane przez Kosmiczny Teleskop Spitzera, ukazujące galaktykę i stygnący pył, będący pozostałością po supernowej SN 2003gd, w lipcu 2004 (u góry po lewej) i w styczniu 2005 (u dołu po lewej)

Trzy supernowe zostały zidentyfikowane w M74: SN 2002ap, SN 2003gd oraz SN 2013ej.
SN 2002ap zwróciła uwagę astronomów, ponieważ była ona jedną z niewielu supernowych typu Ic (zwanych czasem hypernowymi) obserwowanych w odległości mniejszej niż 10 Mpc w ostatnim czasie. Ta supernowa została wykorzystana do zweryfikowania teorii o powstawaniu podobnych supernowych typu Ic i teorii o związkach pomiędzy supernowymi a rozbłyskami gamma.
SN 2003gd to supernowa typu II-P. Typ II supernowych cechuje się stałą jasnością, więc mogą zostać użyte do dokładnego zmierzenia odległości. Zmierzony tą techniką dystans do M74 wynosi 9,6 ± 2,8 Mpc, czyli inaczej 31 ± 9 milionów ly. Dla porównania mierzone odległości za pomocą najjaśniejszych superolbrzymów wynoszą 7,7 ± 1,7 Mpc i 9,6 ± 2,2 Mpc. Ben E. K. Sugerman znalazł „echo światła” – odbicie eksplozji supernowej, która nastąpiła po samej eksplozji – powiązana z SN 2003gd. Jest to jedna z kilku supernowych, u których znaleziono takie odbicie. Odbicie to występuje przy płaskich chmurach pyłu, które leżą na wprost do supernowej, i może zostać wykorzystane do ustalenia składu chemicznego pyłu międzygwiezdnego.

## Grupa galaktyk
M74 to najjaśniejszy członek Grupy M74, grupy 5-7 galaktyk, do której zalicza się także osobliwą galaktykę spiralną NGC 660 i kilka galaktyk nieregularnych. Jednakże różne metody identyfikacji grup mogą konsekwentnie zaliczać i odrzucać wiele galaktyk, więc dokładna liczba galaktyk w tej grupie nie jest ustalona.

## Czarna dziura
Teleskop kosmiczny Chandra zaobserwował w galaktyce bardzo jasne źródło promieniowania rentgenowskiego (ULX) o okresie równym około 2 godziny, emitujące wielokrotnie więcej promieniowania X niż gwiazda neutronowa. Oszacowana masa tego źródła wynosi około 10 000 M☉. Jest to prawdopodobnie czarna dziura o masie pośredniej. Źródło promieniowania rentgenowskiego ma przypisaną nazwę CXOU J013651.1+154547.